# Мистер и миссис Кларк и Перси
«Мистер и миссис Кларк и Перси» (англ. Mr and Mrs Clark and Percy) — картина британского художника Дэвида Хокни, созданная в 1970—1971 годах. На ней изображены модельер Осси Кларк и дизайнер текстиля Селия Биртуэлл в своей квартире, вскоре после их свадьбы, с одной из своих кошек на коленях у Кларка. Белая кошка, изображённая на картине, имела кличку Бланш, а Перси звали другую кошку супругов, Хокни решил, что «Перси» подойдёт названию картины лучше.

## История
«Мистер и миссис Кларк и Перси» входит в серию двойных портретов, создаваемых Хокни с 1968 года, где он часто изображал своих друзей. Хокни и Кларк дружили с момента своего знакомства в Манчестере в 1961 году, и художник был шафером Кларка на его свадьбе с Биртуэлл в 1969 году. Хокни занимался подготовительной работой к картине с 1969 года, делая рисунки и фотографируя. Он работал над картиной с начала 1970 по начало 1971 года.

## Описание
Пара изображена в спальне своей квартиры в Ноттинг-Хилл-Гейте, почти в натуральную величину, по обе стороны высокого окна с парой ставней, одна из которых открыта, демонстрируя балюстраду балкона, выходящего на деревья и фасад в георгианском стиле. В левой части картины стоит Биртуэлл в фиолетовом платье, положив руку на бедро, в правой — сидит Кларк в зелёном джемпере и брюках, развалившись на современном металлическом стуле с босыми ногами на ковре с толстом ворсом и держа сигарету в левой руке. На его коленях сидит белый кот. Оба супруга смотрят на зрителя, обозначая его в качестве третьего лица в композиции. Кошка же наоборот, игнорируя зрителя, внимательно смотрит в открытое окно.
Комната изображена в простом минималистском стиле 1960-х годов, с телефоном и лампой на полу справа от Кларка и простым столом слева от Биртуэлл, на котором стоит ваза с лилиями и лежит жёлтая книга. На стене позади неё висит гравюра в рамке.
Хокни переделывал портреты супругов много раз, пока не был ими удовлетворен, так он голову Кларка, возможно, перекрашивал 12 раз. Хокни описал стиль своей картины как близкий к натурализму, хотя её поверхности характерно абстрагированы и уплощены. Художнику удалось решить трудную задачу по балансировке между тёмными фигурами и светом, проникающим через окно позади них, создающих эффект контрового света.
Работа была выполнена акриловой краской на холсте размером 213,4 на 304,8 см (или 217 на 308,4 см в раме). Картина была представлена Галерее Тейт её друзьями в 1971 году, в коллекции которой она и осталась. «Мистер и миссис Кларк и Перси» был включен в финальную десятку величайших картин в истории Великобритании, согласно голосованию, проведённому летом 2005 года радио BBC. Она стала единственной работой живого художника, попавшей в эту десятку.

## Символизм
Хокни опирался на «Портрет четы Арнольфини» Яна ван Эйка и «Карьере мота» Уильяма Хогарта при создании символики и композиции картины. Копия гравюры Хокни, демонстрирующей его собственную интерпретацию «Карьеры мота» (1961—1963), изображена на стене позади Биртуэлл.
Позиция двух супругов на картине Хокни обратна позиции четы Арнольфини, что можно трактовать как доминирование Биртуэлл в паре. Композиция Хокни, где невеста стоит, а жених сидит, также противоречит традиционной свадебной портретной живописи, такой, например, как в работе «Мистер и миссис Эндрюс» Томаса Гейнсборо. Лилии рядом с Биртуэлл, символизирующие женскую чистоту, также связывают с изображениями благовещения (во время создания картины Биртуэлл была беременна). Кошка по кличке «Перси» (слово, которое на сленге также обозначает пенис) сидит прямо на промежности Кларка. По традиции кошка считается символом неверности и зависти, в противовес собаке (символ верности) в «Портрете четы Арнольфини». В браке Кларк продолжал изменять жене с мужчинами и женщинами, что способствовало распаду брака в 1974 году. Изображение Хокни пары вместе, но разделённой композиционно, предвещает их последующий развод.
Непринуждённая сцена в интерьере, усеянная символическими объектами, перекликается с викторианскими картинами, такими как «Пробудившийся стыд» Уильяма Холмана Ханта.